# 홍의정
홍의정(1982년 ~ )은 대한민국의 영화 감독이다. 유아인, 유재명 주연의 장편영화 데뷔작 《소리도 없이》로 주목을 받았다.
2005년 한국예술종합학교 영상원 영상디자인과를 졸업하고 2년간 영상광고 제작 프로덕션에서 프로듀서와 조감독을 맡아 여러 광고와 뮤직비디오를 제작 진행했다. 이후 2012년 영국 런던필름스쿨 영화과를 졸업하고 현지에서 다수의 단편영화와 광고 연출을 했다. 2018년 제23회 부산국제영화제에 출품된 단편 〈서식지〉는 갑작스러운 남북통일 후 경제공황을 겪는 한국을 배경으로, 아들로부터 최신 전화기를 받고 이웃에게 작동법을 물어보는 늙은 노동자의 이야기를 다루었다.

## 연출 작품 목록
- 서식지(2017) …감독(단편)
- 소리도 없이(2020) …감독, 각본

## 수상
- 2021년 제41회 청룡영화상 신인감독상 (소리도 없이)
- 2021년 제57회 백상예술대상 영화부문 감독상 (소리도 없이)
- 2021년 제30회 부일영화상 신인감독상 (소리도 없이)
- 2021년 제15회 아시안 필름 어워즈 신인감독상 (소리도 없이)
- 2022년 제20회 디렉터스 컷 어워즈 올해의 신인감독상 (소리도 없이)